# 12 mai 1983
Le jeudi 12 mai 1983 est le 132e jour de l'année 1983.

## Naissances
- Adam Bielecki, alpiniste polonais
- Alicja Bachleda-Curuś, actrice et chanteuse polonaise
- Alina Kabaeva, personnalité politique russe
- Axel Hervelle, joueur de basket-ball belge
- Blake Lalli, joueur américain de baseball
- Cháris Pappás, footballeur grec
- Cynthia Denzler, skieuse alpine américano-colombienne
- Domhnall Gleeson, acteur, réalisateur et scénariste irlandais
- Emilien Badoux, snowboardeur suisse
- Evan Meek, joueur américain de baseball
- Gladys Cherono, athlète kényane
- Igor De Camargo, joueur de football brésilien
- Julien Bill, pilote de moto-cross et de supercross suisse
- Julien Desprès, rameur français
- Katsunari Takayama, boxeur japonais
- Leonardo Basile, taekwondoïste italien
- Mariza Ikonomi, musicienne albanaise
- Michal Petrák, joueur de hockey sur glace tchèque
- Tyrone Smith, joueur de rugby
- Virginie Razzano, joueuse de tennis française
- Yujiro Kushida, pratiquant d'arts martiaux mixtes et  catcheur japonais

## Décès
- Gisèle Alcée (née le 10 octobre 1921), actrice française
- Joe Laporte (né le 31 mars 1907), cycliste canadien
- Oliver Colin LeBoutillier (né le 24 mai 1894), aviateur américain

## Événements
- Grand Prix de Wallonie 1983
- Début du Tour d'Italie 1983